# ノイキルヒ・内田の定理
ノイキルヒ・内田の定理（ノイキルヒ・うちだのていり）は、代数体に関するすべての問題は、絶対ガロア群に関する問題に還元できることを示している。ユルゲン・ノイキルヒ (1969a, 1969b)は、同じ絶対ガロア群をもつ2つの代数的数体が同型であることを示し、内田興二 (1976)は、代数的数体の自己同型がその絶対ガロア群の外部自己同型に対応するというノイキルヒの予想を証明することによってこれを強化した。 フロリアン・ポップ (1990, 1994)は、素体上で有限に生成される無限体に結果を拡張した。
ノイキルヒ・内田の定理は、遠アーベル幾何学の基本的な結果の1つである。主なテーマは、これらの代数的基本群(Algebraic fundamental group)が十分に非アーベルである場合、幾何オブジェクトのプロパティを代数的基本群のプロパティに減らすことである。